# Copa Perú 2007
La Copa Perú 2007 fue la edición número 35 en la historia de la competición. El torneo finalizó el 23 de diciembre tras disputarse el partido de vuelta de la final que consagró como campeón al Juan Aurich de Chiclayo. Con el título obtenido este club lograría el ascenso al Campeonato Descentralizado 2008 mientras que el otro finalista, Sport Águila, disputó un play-off por un cupo de ascenso a Primera División con el subcampeón de la Segunda División Peruana 2007, Atlético Minero.

## Etapa Regional
A esta fase clasificaron dos equipos de cada departamento del Perú desde la llamada "Etapa Departamental", mientras que la Provincia Constitucional del Callao clasificó tres clubes a esta ronda. A estos equipos se unieron los dos descendidos de la Segunda División Peruana 2006: Defensor Villa del Mar y el Deportivo Curibamba.

### Región I
| Departamento | Club                | Ciudad      |
| ------------ | ------------------- | ----------- |
| Amazonas     | Unión Santo Domingo | Chachapoyas |
| Amazonas     | Amazonas FBC        | Chachapoyas |
| Lambayeque   | Juan Aurich         | Chiclayo    |
| Lambayeque   | Cruzada Deportiva   | Eten        |
| Piura        | Atlético Torino     | Talara      |
| Piura        | Cosmos FC           | Talara      |
| Tumbes       | Unión Pacífico      | Tumbes      |
| Tumbes       | Sporting Pizarro    | Tumbes      |

#### Grupo A
| Equipo              | PJ | PG | PE | PP | GF | GC | DG | Pts |
| ------------------- | -- | -- | -- | -- | -- | -- | -- | --- |
| Sporting Pizarro    | 6  | 3  | 3  | 0  | 12 | 4  | +8 | 12  |
| Cosmos FC           | 6  | 3  | 3  | 0  | 11 | 4  | +7 | 12  |
| Unión Santo Domingo | 6  | 1  | 1  | 4  | 5  | 12 | -7 | 4   |
| Cruzada Deportiva   | 6  | 1  | 1  | 4  | 4  | 12 | -8 | 4   |

#### Grupo B
| Equipo          | PJ | PG | PE | PP | GF | GC | DG  | Pts |
| --------------- | -- | -- | -- | -- | -- | -- | --- | --- |
| Juan Aurich     | 6  | 4  | 2  | 0  | 28 | 6  | +22 | 14  |
| Atlético Torino | 6  | 3  | 1  | 2  | 18 | 8  | +10 | 10  |
| Unión Pacífico  | 5  | 1  | 1  | 3  | 6  | 21 | -15 | 4   |
| Amazonas FBC    | 5  | 1  | 0  | 4  | 4  | 21 | -17 | 3   |

#### Final regional
|  | Juan Aurich | 4:2 | Sporting Pizarro |  |  |

### Región II
| Departamento | Club               | Ciudad         |
| ------------ | ------------------ | -------------- |
| Áncash       | Academia Sipesa    | Nuevo Chimbote |
| Áncash       | Sport Rosario      | Huaraz         |
| Cajamarca    | Municipal          | San Ignacio    |
| Cajamarca    | Deportivo Davy     | Cajamarca      |
| La Libertad  | Sport Vallejo      | Trujillo       |
| La Libertad  | Carlos A. Mannucci | Trujillo       |
| San Martín   | Sport Tumi         | Tarapoto       |
| San Martín   | Unión Tarapoto     | Tarapoto       |

#### Grupo A
| Equipo          | PJ | PG | PE | PP | GF | GC | DG  | Pts |
| --------------- | -- | -- | -- | -- | -- | -- | --- | --- |
| Sport Vallejo   | 6  | 3  | 2  | 1  | 13 | 6  | +7  | 11  |
| Sport Tumi      | 6  | 3  | 1  | 2  | 10 | 9  | +1  | 10  |
| Academia Sipesa | 6  | 2  | 1  | 3  | 13 | 11 | +2  | 7   |
| Municipal       | 6  | 2  | 0  | 4  | 9  | 19 | -10 | 6   |

#### Grupo B
| Equipo             | PJ | PG | PE | PP | GF | GC | DG | Pts |
| ------------------ | -- | -- | -- | -- | -- | -- | -- | --- |
| Unión Tarapoto     | 6  | 3  | 2  | 1  | 9  | 8  | +1 | 11  |
| Deportivo Davy     | 6  | 3  | 1  | 2  | 10 | 9  | +1 | 10  |
| Carlos A. Mannucci | 5  | 2  | 1  | 3  | 9  | 9  | 0  | 7   |
| Sport Rosario      | 5  | 2  | 0  | 4  | 11 | 13 | -2 | 6   |

#### Final regional
- No se disputó

### Región III
| Departamento | Club                                        | Ciudad   |
| ------------ | ------------------------------------------- | -------- |
| Loreto       | Universidad Nacional de la Amazonía Peruana | Iquitos  |
| Loreto       | Colegio Nacional Iquitos                    | Iquitos  |
| Ucayali      | Universidad Nacional de Ucayali             | Pucallpa |
| Ucayali      | Deportivo Hospital                          | Pucallpa |

| Equipo             | PJ | PG | PE | PP | GF | GC | DG | Pts |
| ------------------ | -- | -- | -- | -- | -- | -- | -- | --- |
| UNU                | 6  | 3  | 2  | 1  | 9  | 8  | +1 | 11  |
| Deportivo Hospital | 6  | 3  | 1  | 2  | 9  | 8  | +1 | 10  |
| UNAP               | 6  | 2  | 3  | 1  | 12 | 8  | +4 | 9   |
| CNI                | 6  | 0  | 2  | 4  | 6  | 12 | -6 | 2   |

### Región IV
| Departamento | Club                    | Ciudad            |
| ------------ | ----------------------- | ----------------- |
| Callao       | Independiente Ayacucho* | Callao            |
| Callao       | Pilsen Callao*          | Callao            |
| Callao       | Barrio Frigorífico      | Callao            |
| Lima         | Cooperativa Bolognesi   | Barranco          |
| Lima         | Oscar Benavides FBC     | Ate-Vitarte       |
| Lima         | Defensor Villa del Mar  | Villa El Salvador |

- Pertenecen a la Liga de Dulanto

#### Primera ronda
| Local ida              | Resultado global | Local vuelta            | Ida   | Vuelta |  |
| ---------------------- | ---------------- | ----------------------- | ----- | ------ |  |
| Oscar Benavides        | 2 - 0            | Pilsen Callao           | 1 - 0 | 1 - 0  |  |
| Defensor Villa del Mar | 4 - 1            | Independiente Ayacucho* | 2 - 1 | 2 - 0  |  |
| Cooperativa Bolognesi  | 7 - 0            | Barrio Frigorífico      | 2 - 0 | 5 - 0  |  |

- Clasifica a semifinales por el gol anotado

#### Semifinal
| Local ida              | Resultado global | Local vuelta           | Ida   | Vuelta |
| ---------------------- | ---------------- | ---------------------- | ----- | ------ |
| Oscar Benavides        | 5 - 1            | Independiente Ayacucho | 4 - 0 | 1 - 1  |
| Defensor Villa del Mar | 0 - 1            | Cooperativa Bolognesi  | 0 - 0 | 0 - 1  |

#### Final regional
| Local ida             | Resultado global | Local vuelta    |
| --------------------- | ---------------- | --------------- |
| Cooperativa Bolognesi | 0 - 0 4-1(p)     | Oscar Benavides |

### Región V
| Departamento | Club                | Ciudad      |
| ------------ | ------------------- | ----------- |
| Ayacucho     | Sport Huamanga      | Ayacucho    |
| Ayacucho     | Froebel Deportes    | Ayacucho    |
| Huancavelica | Deportivo Municipal | Anchonga    |
| Huancavelica | Deportivo Municipal | Ccochaccasa |
| Ica          | Juventud Miraflores | Chincha     |
| Ica          | Sport Victoria      | Ica         |

#### Grupo A
| Equipo                  | PJ | PG | PE | PP | GF | GC | DG | Pts |
| ----------------------- | -- | -- | -- | -- | -- | -- | -- | --- |
| Sport Huamanga          | 4  | 3  | 0  | 1  | 8  | 3  | +5 | 9   |
| Juventud Miraflores     | 4  | 2  | 0  | 2  | 7  | 7  | 0  | 6   |
| Municipal (Ccochaccasa) | 4  | 1  | 0  | 3  | 5  | 10 | -5 | 3   |

#### Grupo B
| Equipo               | PJ | PG | PE | PP | GF | GC | DG | Pts |
| -------------------- | -- | -- | -- | -- | -- | -- | -- | --- |
| Sport Victoria       | 4  | 3  | 0  | 1  | 9  | 6  | +3 | 9   |
| Froebel Deportes     | 4  | 3  | 0  | 1  | 9  | 7  | +2 | 9   |
| Municipal (Anchonga) | 4  | 0  | 0  | 4  | 6  | 11 | -5 | 0   |

Desempate
|                | Resultado |                  |
| -------------- | --------- | ---------------- |
| Sport Victoria | 2:1       | Froebel Deportes |

#### Final regional
Ida
|  | Sport Victoria | 0:3 | Sport Huamanga |  |  |

Vuelta
|  | Sport Huamanga | 0:0 | Sport Victoria |  |  |

### Región VI
| Departamento | Club                | Ciudad         |
| ------------ | ------------------- | -------------- |
| Huánuco      | León de Huánuco     | Huánuco        |
| Huánuco      | Alianza Universidad | Huánuco        |
| Junín        | Minera Corona       | Jauja          |
| Junín        | Sport Águila        | Huancayo       |
| Pasco        | Columna Pasco       | Cerro de Pasco |
| Pasco        | Deportivo Municipal | Yanahuanca     |

#### Grupo A
| Equipo          | PJ | PG | PE | PP | GF | GC | DG | Pts |
| --------------- | -- | -- | -- | -- | -- | -- | -- | --- |
| Sport Águila    | 4  | 2  | 1  | 1  | 6  | 3  | +3 | 7   |
| Municipal       | 4  | 2  | 0  | 2  | 2  | 2  | 0  | 6   |
| León de Huánuco | 4  | 1  | 1  | 2  | 3  | 6  | -3 | 4   |

#### Grupo B
| Equipo              | PJ | PG | PE | PP | GF | GC | DG | Pts |
| ------------------- | -- | -- | -- | -- | -- | -- | -- | --- |
| Alianza Universidad | 4  | 4  | 0  | 0  | 6  | 0  | +6 | 12  |
| Columna Pasco       | 4  | 1  | 0  | 3  | 2  | 4  | -2 | 3   |
| Minera Corona       | 4  | 1  | 0  | 3  | 2  | 6  | -4 | 3   |

#### Final regional
|  | Sport Águila | 1:0 | Alianza Universidad |  |  |

### Región VII
| Departamento | Club             | Ciudad       |
| ------------ | ---------------- | ------------ |
| Arequipa     | IDUNSA           | Arequipa     |
| Arequipa     | Unión Minas      | Orcopampa    |
| Moquegua     | Academia Ticsani | Moquegua     |
| Moquegua     | Deportivo GER    | Ilo          |
| Tacna        | Defensor UNTAC   | Tacna        |
| Tacna        | Bolognesi Zepita | Ciudad Nueva |

#### Grupo A
| Equipo         | PJ | PG | PE | PP | GF | GC | DG | Pts |
| -------------- | -- | -- | -- | -- | -- | -- | -- | --- |
| Unión Minas    | 4  | 3  | 0  | 1  | 6  | 2  | +4 | 9   |
| Deportivo GER  | 4  | 2  | 0  | 2  | 4  | 5  | -1 | 6   |
| Defensor UNTAC | 4  | 1  | 0  | 3  | 3  | 6  | -3 | 3   |

| \| Jor. \| Fecha \| Estadio \| Ciudad \| Local \| Score \| Visitante \| \| ---- \| ---------- \| ------------------- \| --------- \| -------------- \| ----- \| -------------- \| \| 1º \| 23-09-2007 \| Mariscal Nieto \| Ilo \| Deportivo GER \| 2-1 \| Defensor UNTAC \| \| 2º \| 27-09-2007 \| Municipal Orcopampa \| Orcopampa \| Unión Minas \| 2-1 \| Deportivo GER \| \| 3º \| 30-09-2007 \| Jorge Basadre \| Tacna \| Defensor UNTAC \| 0-1 \| Unión Minas \| \| 4º \| 07-10-2007 \| Jorge Basadre \| Tacna \| Defensor UNTAC \| 2-0 \| Deportivo GER \| \| 5º \| 10-10-2007 \| Mariscal Nieto \| Ilo \| Deportivo GER \| 1-0 \| Unión Minas \| \| 6º \| 14-10-2007 \| Municipal Orcopampa \| Orcopampa \| Unión Minas \| 3-0 \| Defensor UNTAC \| |            |                     |           |                |       |                |
| Jor. | Fecha      | Estadio             | Ciudad    | Local          | Score | Visitante      |
| 1º | 23-09-2007 | Mariscal Nieto      | Ilo       | Deportivo GER  | 2-1   | Defensor UNTAC |
| 2º | 27-09-2007 | Municipal Orcopampa | Orcopampa | Unión Minas    | 2-1   | Deportivo GER  |
| 3º | 30-09-2007 | Jorge Basadre       | Tacna     | Defensor UNTAC | 0-1   | Unión Minas    |
| 4º | 07-10-2007 | Jorge Basadre       | Tacna     | Defensor UNTAC | 2-0   | Deportivo GER  |
| 5º | 10-10-2007 | Mariscal Nieto      | Ilo       | Deportivo GER  | 1-0   | Unión Minas    |
| 6º | 14-10-2007 | Municipal Orcopampa | Orcopampa | Unión Minas    | 3-0   | Defensor UNTAC |

#### Grupo B
| Equipo           | PJ | PG | PE | PP | GF | GC | DG  | Pts |
| ---------------- | -- | -- | -- | -- | -- | -- | --- | --- |
| IDUNSA           | 4  | 3  | 0  | 1  | 15 | 1  | +14 | 12  |
| Academia Ticsani | 4  | 2  | 0  | 2  | 7  | 8  | -1  | 4   |
| Bolognesi Zepita | 4  | 0  | 0  | 4  | 4  | 17 | -13 | 0   |

| \| Jor. \| Fecha \| Estadio \| Ciudad \| Local \| Score \| Visitante \| \| ---- \| ---------- \| --------------- \| -------- \| ---------------- \| ----- \| ---------------- \| \| 1º \| 22-09-2007 \| Jorge Basadre \| Tacna \| Bolognesi Zepita \| 0-3 \| IDUNSA \| \| 2º \| 27-09-2007 \| 25 de Noviembre \| Moquegua \| Academia Ticsani \| 1-0 \| Bolognesi Zepita \| \| 3º \| 30-09-2007 \| Monumental UNSA \| Arequipa \| IDUNSA \| 4-0 \| Academia Ticsani \| \| 4º \| 07-10-2007 \| Monumental UNSA \| Arequipa \| IDUNSA \| 7-1 \| Bolognesi Zepita \| \| 5º \| 10-10-2007 \| Jorge Basadre \| Tacna \| Bolognesi Zepita \| 3-6 \| Academia Ticsani \| \| 6º \| 14-10-2007 \| 25 de Noviembre \| Moquegua \| Academia Ticsani \| 0-1 \| IDUNSA \| |            |                 |          |                  |       |                  |
| Jor. | Fecha      | Estadio         | Ciudad   | Local            | Score | Visitante        |
| 1º | 22-09-2007 | Jorge Basadre   | Tacna    | Bolognesi Zepita | 0-3   | IDUNSA           |
| 2º | 27-09-2007 | 25 de Noviembre | Moquegua | Academia Ticsani | 1-0   | Bolognesi Zepita |
| 3º | 30-09-2007 | Monumental UNSA | Arequipa | IDUNSA           | 4-0   | Academia Ticsani |
| 4º | 07-10-2007 | Monumental UNSA | Arequipa | IDUNSA           | 7-1   | Bolognesi Zepita |
| 5º | 10-10-2007 | Jorge Basadre   | Tacna    | Bolognesi Zepita | 3-6   | Academia Ticsani |
| 6º | 14-10-2007 | 25 de Noviembre | Moquegua | Academia Ticsani | 0-1   | IDUNSA           |

#### Semifinales
| Local ida   | Resultado global | Local vuelta     | Ida   | Vuelta |
| ----------- | ---------------- | ---------------- | ----- | ------ |
| IDUNSA      | 7 - 2            | Deportivo GER    | 5 - 0 | 2 - 2  |
| Unión Minas | 2 - 2            | Academia Ticsani | 1 - 1 | 1 - 1  |

Desempate
|             | Resultado |                  |
| ----------- | --------- | ---------------- |
| Unión Minas | 2 - 0     | Academia Ticsani |

| \| Jor. \| Fecha \| Estadio \| Ciudad \| Local \| Score \| Visitante \| \| ---- \| ---------- \| --------------- \| -------- \| ------------- \| ----- \| ------------- \| \| A-1 \| 20-10-2007 \| Monumental UNSA \| Arequipa \| IDUNSA \| 5-0 \| Deportivo GER \| \| A-1 \| 24-10-2007 \| Mariscal Nieto \| Ilo \| Deportivo GER \| 1-1 \| IDUNSA \| |            |                 |          |               |       |               |
| Jor. | Fecha      | Estadio         | Ciudad   | Local         | Score | Visitante     |
| A-1 | 20-10-2007 | Monumental UNSA | Arequipa | IDUNSA        | 5-0   | Deportivo GER |
| A-1 | 24-10-2007 | Mariscal Nieto  | Ilo      | Deportivo GER | 1-1   | IDUNSA        |

| \| Jor. \| Fecha \| Estadio \| Ciudad \| Local \| Score \| Visitante \| \| ---- \| ---------- \| ------------------- \| --------- \| ---------------- \| ----- \| ---------------- \| \| A-2 \| 20-10-2007 \| Municipal Orcopampa \| Orcopampa \| Unión Minas \| 1-1 \| Academia Ticsani \| \| A-2 \| 24-10-2007 \| 25 de Noviembre \| Moquegua \| Academia Ticsani \| 1-1 \| Unión Minas \| \| A-2 \| 28-10-2007 \| Jorge Basadre \| Tacna \| Academia Ticsani \| 0-2 \| Unión Minas \| |            |                     |           |                  |       |                  |
| Jor. | Fecha      | Estadio             | Ciudad    | Local            | Score | Visitante        |
| A-2 | 20-10-2007 | Municipal Orcopampa | Orcopampa | Unión Minas      | 1-1   | Academia Ticsani |
| A-2 | 24-10-2007 | 25 de Noviembre     | Moquegua  | Academia Ticsani | 1-1   | Unión Minas      |
| A-2 | 28-10-2007 | Jorge Basadre       | Tacna     | Academia Ticsani | 0-2   | Unión Minas      |

#### Final regional
| Local ida | Resultado global | Local vuelta |
| --------- | ---------------- | ------------ |
| IDUNSA    | 1 - 1 5-3(p)     | Unión Minas  |

| \| Jor. \| Fecha \| Estadio \| Ciudad \| Local \| Score \| Visitante \| \| ----- \| ---------- \| --------------- \| -------- \| ------ \| --------- \| ----------- \| \| Final \| 01-11-2007 \| Monumental UNSA \| Arequipa \| IDUNSA \| 1(5)-1(3) \| Unión Minas \| |            |                 |          |        |           |             |
| Jor. | Fecha      | Estadio         | Ciudad   | Local  | Score     | Visitante   |
| Final | 01-11-2007 | Monumental UNSA | Arequipa | IDUNSA | 1(5)-1(3) | Unión Minas |

### Región VIII
| Departamento  | Club                  | Ciudad           |
| ------------- | --------------------- | ---------------- |
| Apurímac      | Deportivo Educación   | Abancay          |
| Apurímac      | José María Arguedas   | Andahuaylas      |
| Apurímac      | Deportivo Curibamba   | Andahuaylas      |
| Cusco         | Deportivo Garcilaso   | Cusco            |
| Cusco         | Deportivo Municipal   | Echarate         |
| Madre de Dios | MINSA FBC             | Puerto Maldonado |
| Madre de Dios | Fray Martín de Porres | Puerto Maldonado |
| Puno          | Real Carolino         | Puno             |
| Puno          | Deportivo ADESA       | Azángaro         |

#### Grupo A
| Equipo        | PJ | PG | PE | PP | GF | GC | DG  | Pts |
| ------------- | -- | -- | -- | -- | -- | -- | --- | --- |
| Garcilaso     | 6  | 5  | 0  | 1  | 16 | 5  | +11 | 15  |
| DEA           | 6  | 4  | 0  | 2  | 12 | 6  | +6  | 12  |
| Real Carolino | 5  | 2  | 0  | 4  | 9  | 11 | -2  | 6   |
| Fray Martín   | 5  | 1  | 0  | 5  | 7  | 22 | -15 | 3   |

#### Grupo B
| Equipo    | PJ | PG | PE | PP | GF | GC | DG  | Pts |
| --------- | -- | -- | -- | -- | -- | -- | --- | --- |
| Curibamba | 8  | 6  | 1  | 1  | 16 | 6  | +10 | 19  |
| ADESA     | 8  | 5  | 0  | 3  | 15 | 7  | +8  | 15  |
| MINSA     | 8  | 4  | 0  | 4  | 15 | 13 | +2  | 12  |
| Arguedas  | 8  | 2  | 1  | 5  | 9  | 22 | -13 | 7   |
| Municipal | 8  | 2  | 0  | 6  | 11 | 18 | -7  | 6   |

#### Final regional
|  | Deportivo Garcilaso | 1:1 5:3 (penales) | Deportivo Curibamba |  |  |

## Etapa Nacional

### Octavos de final
| Local ida           | Resultado global | Local vuelta            | Ida   | Vuelta |
| ------------------- | ---------------- | ----------------------- | ----- | ------ |
| Unión Tarapoto      | 2 - 3            | Juan Aurich             | 2 - 1 | 0 - 2  |
| Sporting Pizarro    | 2 - 3            | Sport Vallejo           | 2 - 2 | 0 - 1  |
| Deportivo Hospital  | 3 - 1            | Cooperativa Bolognesi   | 2 - 0 | 1 - 1  |
| Oscar Benavides     | 2 - 2            | UNU                     | 2 - 1 | 0 - 1  |
| Sport Huamanga      | 1 - 0            | Alianza Universidad     | 1 - 0 | 0 - 0  |
| Sport Águila        | 3 - 2            | Sport Victoria          | 3 - 1 | 0 - 1  |
| Deportivo Curibamba | 0 - 1            | IDUNSA                  | 0 - 0 | 0 - 1  |
| Deportivo Garcilaso | 4 - 4            | Unión Minas (Orcopampa) | 4 - 1 | 0 - 3  |

| \| Jor. \| Fecha \| Estadio \| Ciudad \| Local \| Score \| Visitante \| \| ---- \| ---------- \| ------------------- \| ----------- \| --------------------- \| ----- \| --------------------- \| \| A \| 04-11-2007 \| Carlos Vidaurre \| Tarapoto \| Unión Tarapoto \| 2–1 \| Juan Aurich \| \| A \| 11-11-2007 \| Elías Aguirre \| Chiclayo \| Juan Aurich \| 2-0 \| Unión Tarapoto \| \| B \| 04-11-2007 \| Mariscal Caceres \| Tumbes \| Sporting Pizarro \| 2-2 \| Sport Vallejo \| \| B \| 11-11-2007 \| Mansiche \| Trujillo \| Sport Vallejo \| 2-1 \| Sporting Pizarro \| \| C \| 04-11-2007 \| Aliardo Soria \| Pucallpa \| Deportivo Hospital \| 2-0 \| Cooperativa Bolognesi \| \| C \| 11-11-2007 \| Unión Barranco \| Barranco \| Cooperativa Bolognesi \| 0-1 \| Deportivo Hospital \| \| D \| 04-11-2007 \| Andrés Bedoya \| Vitarte \| Oscar Benavides \| 2–1 \| UNU \| \| D \| 11-11-2007 \| Aliardo Soria \| Pucallpa \| UNU \| 1-0 \| Oscar Benavides \| \| E \| 04-11-2007 \| Ciudad de Cumaná \| Ayacucho \| Sport Huamanga \| 1–0 \| Alianza Universidad \| \| E \| 11-11-2007 \| Heraclio Tapia \| Huánuco \| Alianza Universidad \| 0-0 \| Sport Huamanga \| \| F \| 04-11-2007 \| IV Centenario \| Huancayo \| Sport Águila \| 3–1 \| Sport Victoria \| \| F \| 11-11-2007 \| Picasso Peratta \| Ica \| Sport Victoria \| 1-0 \| Sport Águila \| \| G \| 04-11-2007 \| Garcilaso \| Cusco \| Deportivo Garcilaso \| 4–1 \| Unión Minas \| \| G \| 11-11-2007 \| Municipal Orcopampa \| Orcopampa \| Unión Minas \| 3-0 \| Deportivo Garcilaso \| \| H \| 04-11-2007 \| Los Chankas \| Andahuaylas \| Deportivo Curibamba \| 0-0 \| IDUNSA \| \| H \| 10-11-2007 \| Monumental UNSA \| Arequipa \| IDUNSA \| 1-0 \| Deportivo Curibamba \| |            |                     |             |                       |       |                       |
| Jor. | Fecha      | Estadio             | Ciudad      | Local                 | Score | Visitante             |
| A | 04-11-2007 | Carlos Vidaurre     | Tarapoto    | Unión Tarapoto        | 2–1   | Juan Aurich           |
| A | 11-11-2007 | Elías Aguirre       | Chiclayo    | Juan Aurich           | 2-0   | Unión Tarapoto        |
| B | 04-11-2007 | Mariscal Caceres    | Tumbes      | Sporting Pizarro      | 2-2   | Sport Vallejo         |
| B | 11-11-2007 | Mansiche            | Trujillo    | Sport Vallejo         | 2-1   | Sporting Pizarro      |
| C | 04-11-2007 | Aliardo Soria       | Pucallpa    | Deportivo Hospital    | 2-0   | Cooperativa Bolognesi |
| C | 11-11-2007 | Unión Barranco      | Barranco    | Cooperativa Bolognesi | 0-1   | Deportivo Hospital    |
| D | 04-11-2007 | Andrés Bedoya       | Vitarte     | Oscar Benavides       | 2–1   | UNU                   |
| D | 11-11-2007 | Aliardo Soria       | Pucallpa    | UNU                   | 1-0   | Oscar Benavides       |
| E | 04-11-2007 | Ciudad de Cumaná    | Ayacucho    | Sport Huamanga        | 1–0   | Alianza Universidad   |
| E | 11-11-2007 | Heraclio Tapia      | Huánuco     | Alianza Universidad   | 0-0   | Sport Huamanga        |
| F | 04-11-2007 | IV Centenario       | Huancayo    | Sport Águila          | 3–1   | Sport Victoria        |
| F | 11-11-2007 | Picasso Peratta     | Ica         | Sport Victoria        | 1-0   | Sport Águila          |
| G | 04-11-2007 | Garcilaso           | Cusco       | Deportivo Garcilaso   | 4–1   | Unión Minas           |
| G | 11-11-2007 | Municipal Orcopampa | Orcopampa   | Unión Minas           | 3-0   | Deportivo Garcilaso   |
| H | 04-11-2007 | Los Chankas         | Andahuaylas | Deportivo Curibamba   | 0-0   | IDUNSA                |
| H | 10-11-2007 | Monumental UNSA     | Arequipa    | IDUNSA                | 1-0   | Deportivo Curibamba   |

### Cuartos de final
| Local ida               | Resultado global | Local vuelta | Ida   | Vuelta |
| ----------------------- | ---------------- | ------------ | ----- | ------ |
| Sport Vallejo           | 2 - 3            | Juan Aurich  | 2 - 1 | 0 - 2  |
| Deportivo Hospital      | 6 - 1            | UNU          | 4 - 1 | 2 - 0  |
| Sport Huamanga          | 5 - 5            | Sport Águila | 4 - 2 | 1 - 3  |
| Unión Minas (Orcopampa) | 0 - 3            | IDUNSA       | 0 - 1 | 0 - 2  |

| \| Jor. \| Fecha \| Estadio \| Ciudad \| Local \| Score \| Visitante \| \| ---- \| ---------- \| ------------------- \| --------- \| ------------------ \| ----- \| ------------------ \| \| 1 \| 17-11-2007 \| Mansiche \| Trujillo \| Sport Vallejo \| 2-1 \| Juan Aurich \| \| 1 \| 25-11-2007 \| Elías Aguirre \| Chiclayo \| Juan Aurich \| 2-0 \| Sport Vallejo \| \| 2 \| 18-11-2007 \| Aliardo Soria \| Pucallpa \| Deportivo Hospital \| 4-1 \| UNU \| \| 2 \| 25-11-2007 \| Aliardo Soria \| Pucallpa \| UNU \| 0-1 \| Deportivo Hospital \| \| 3 \| 17-11-2007 \| Ciudad de Cumaná \| Ayacucho \| Sport Huamanga \| 4-2 \| Sport Águila \| \| 3 \| 25-11-2007 \| IV Centenario \| Huancayo \| Sport Águila \| 3-1 \| Sport Huamanga \| \| 4 \| 18-11-2007 \| Municipal Orcopampa \| Orcopampa \| Unión Minas \| 0-1 \| IDUNSA \| \| 4 \| 24-11-2007 \| Monumental UNSA \| Arequipa \| IDUNSA \| 2-0 \| Unión Minas \| |            |                     |           |                    |       |                    |
| Jor. | Fecha      | Estadio             | Ciudad    | Local              | Score | Visitante          |
| 1 | 17-11-2007 | Mansiche            | Trujillo  | Sport Vallejo      | 2-1   | Juan Aurich        |
| 1 | 25-11-2007 | Elías Aguirre       | Chiclayo  | Juan Aurich        | 2-0   | Sport Vallejo      |
| 2 | 18-11-2007 | Aliardo Soria       | Pucallpa  | Deportivo Hospital | 4-1   | UNU                |
| 2 | 25-11-2007 | Aliardo Soria       | Pucallpa  | UNU                | 0-1   | Deportivo Hospital |
| 3 | 17-11-2007 | Ciudad de Cumaná    | Ayacucho  | Sport Huamanga     | 4-2   | Sport Águila       |
| 3 | 25-11-2007 | IV Centenario       | Huancayo  | Sport Águila       | 3-1   | Sport Huamanga     |
| 4 | 18-11-2007 | Municipal Orcopampa | Orcopampa | Unión Minas        | 0-1   | IDUNSA             |
| 4 | 24-11-2007 | Monumental UNSA     | Arequipa  | IDUNSA             | 2-0   | Unión Minas        |

### Semifinal
| Local ida          | Resultado global | Local vuelta | Ida   | Vuelta |
| ------------------ | ---------------- | ------------ | ----- | ------ |
| Deportivo Hospital | 1 - 3            | Juan Aurich  | 1 - 2 | 0 - 1  |
| Sport Águila       | 2 - 0            | IDUNSA       | 1 - 0 | 1 - 0  |

| \| Jor. \| Fecha \| Estadio \| Ciudad \| Local \| Score \| Visitante \| \| ---- \| ---------- \| --------------- \| -------- \| ------------------ \| ----- \| ------------------ \| \| 1 \| 02-12-2007 \| Aliardo Soria \| Pucallpa \| Deportivo Hospital \| 1-2 \| Juan Aurich \| \| 1 \| 08-12-2007 \| Elías Aguirre \| Chiclayo \| Juan Aurich \| 1-0 \| Deportivo Hospital \| \| 2 \| 02-12-2007 \| IV Centenario \| Huancayo \| Sport Águila \| 1-0 \| IDUNSA \| \| 2 \| 08-12-2007 \| Monumental UNSA \| Arequipa \| IDUNSA \| 0-1 \| Sport Águila \| |            |                 |          |                    |       |                    |
| Jor. | Fecha      | Estadio         | Ciudad   | Local              | Score | Visitante          |
| 1 | 02-12-2007 | Aliardo Soria   | Pucallpa | Deportivo Hospital | 1-2   | Juan Aurich        |
| 1 | 08-12-2007 | Elías Aguirre   | Chiclayo | Juan Aurich        | 1-0   | Deportivo Hospital |
| 2 | 02-12-2007 | IV Centenario   | Huancayo | Sport Águila       | 1-0   | IDUNSA             |
| 2 | 08-12-2007 | Monumental UNSA | Arequipa | IDUNSA             | 0-1   | Sport Águila       |

### Final
| Local ida    | Resultado global | Local vuelta | Ida   | Vuelta |
| ------------ | ---------------- | ------------ | ----- | ------ |
| Sport Águila | 2 - 2 4-5(p)     | Juan Aurich  | 2 - 0 | 0 - 2  |

| \| Jor. \| Fecha \| Estadio \| Ciudad \| Local \| Score \| Visitante \| \| ---- \| ---------- \| ------------- \| -------- \| ------------ \| --------- \| ------------ \| \| 1 \| 16-12-2007 \| IV Centenario \| Huancayo \| Sport Águila \| 2-0 \| Juan Aurich \| \| 1 \| 22-12-2007 \| Elías Aguirre \| Chiclayo \| Juan Aurich \| 2(5)-0(4) \| Sport Águila \| |            |               |          |              |           |              |
| Jor. | Fecha      | Estadio       | Ciudad   | Local        | Score     | Visitante    |
| 1 | 16-12-2007 | IV Centenario | Huancayo | Sport Águila | 2-0       | Juan Aurich  |
| 1 | 22-12-2007 | Elías Aguirre | Chiclayo | Juan Aurich  | 2(5)-0(4) | Sport Águila |

| Campeón                |
| Juan Aurich 2.º título |

## Repechaje
Partido entre el subcampeón de la Copa Perú y el subcampeón de la Segunda División.
| 13 de enero de 2008 a las 15 hs | Sport Águila | 0:3 | Atlético Minero                                   | Estadio Monumental, Lima                                       |                                                                |
|                                 |              |     | Danfer Doy 27' Jorge Leiva 59' Edwin Retamozo 90' | Asistencia: 25.000 espectadores Árbitro(s): Víctor Hugo Rivera | Asistencia: 25.000 espectadores Árbitro(s): Víctor Hugo Rivera |

- Atlético Minero asciende a la Primera División mientras que Sport Águila accede a la Segunda División.